# Товарищество товаро-пассажирского пароходства по р. Оке И. И. Фанталова
Товарищество товаро-пассажирского пароходства по р. Оке И. И. Фанталова — дореволюционная российская компания, в начале XX века осуществлявшая грузо-пассажирские перевозки по реке Оке на линии Нижний Новгород — Муром. Полное наименование — Товарищество товаро-пассажирского пароходства по р. Оке И. И. Фанталова в г. Муроме.

## История

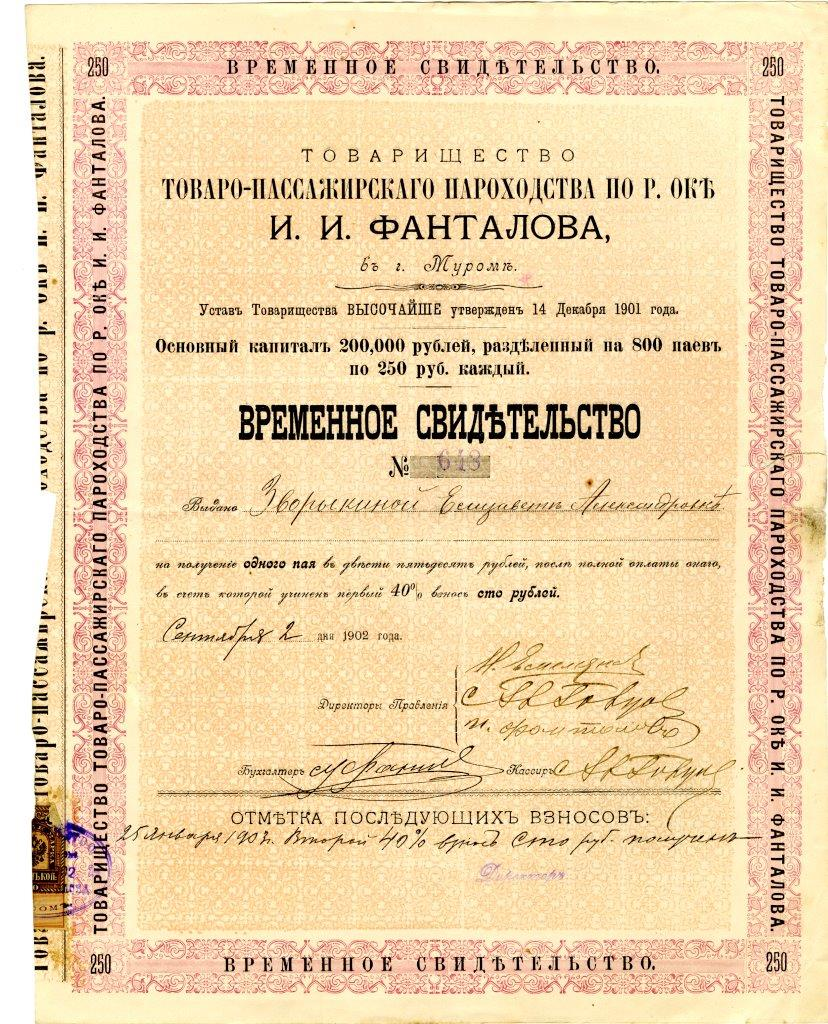
Именное Временное свидетельство на получение одного пая в 250 руб. Товарищества товаро-пассажирского пароходства по р. Оке И. И. Фанталова в г. Муроме. 1902 г.

Компания, зарегистрированная в конце 1901 года, начала осуществлять свою деятельность в весенне-летнюю навигацию 1902 г.
Как следует из Высочайше утвержденного 14 декабря 1901 г. Устава: 

"Для продолжения и развития принадлежащего крестьянину с. Карачарова, Муромского уезда, Владимирской губернии Илье Ивановичу Фанталову Товаро-пассажирского пароходства по р. Оке, а также для приобретения других пассажирских, товарных, буксирных и судоспасательных пароходов и судов учреждается в городe Муром Товарищество на паях под наименованием: «Товарищество товаро-пассажирского пароходства по реке Оке И. И. Фанталова».
Учредитель товарищества — крестьянин Илья Иванович Фанталов.
Принадлежавшие компании Фанталова суда «Михаил» и «Муром», снабжавшие хлебом и зерном всю округу, обслуживались на собственной «фанталовской» пристани у Благовещенской слободы на реке Ока. Контора пароходства располагалась в г. Муром. В 1905 г. Товарищество товаро-пассаажирского пароходства сменило владельца. На смену И. И. Фанталову пришел один из бывших пайщиков пароходства Н. В. Зворыкин.
Примечательно, что сам выходец из карачаровских крестьян Илья Иванович Фанталов прожил 104 года и умер незадолго до начала Великой Отечественной войны в один день со своей супругой Натальей Васильевной, которая была старше мужа на один год..
Одним из четырех детей супругов Фанталовых был Леонид Фанталов (1883—1968), выдающийся советский ученый-металлург.